# 弧分宇宙學輻射熱計陣列接收器
弧分宇宙學輻射熱計陣列接收器（英語：Arcminute Cosmology Bolometer Array Receiver，簡稱ACBAR），是一項測量宇宙微波背景各向異性的實驗。在2000年～2008年很活躍。
ACBAR 145千兆赫茲測量是當時宇宙微波背景最精確的高多極測量。